# Hermannia setiformis
Hermannia setiformis är en kvalsterart som beskrevs av Wet 1993. Hermannia setiformis ingår i släktet Hermannia och familjen Hermanniidae. Inga underarter finns listade i Catalogue of Life.